# Монгольские американцы

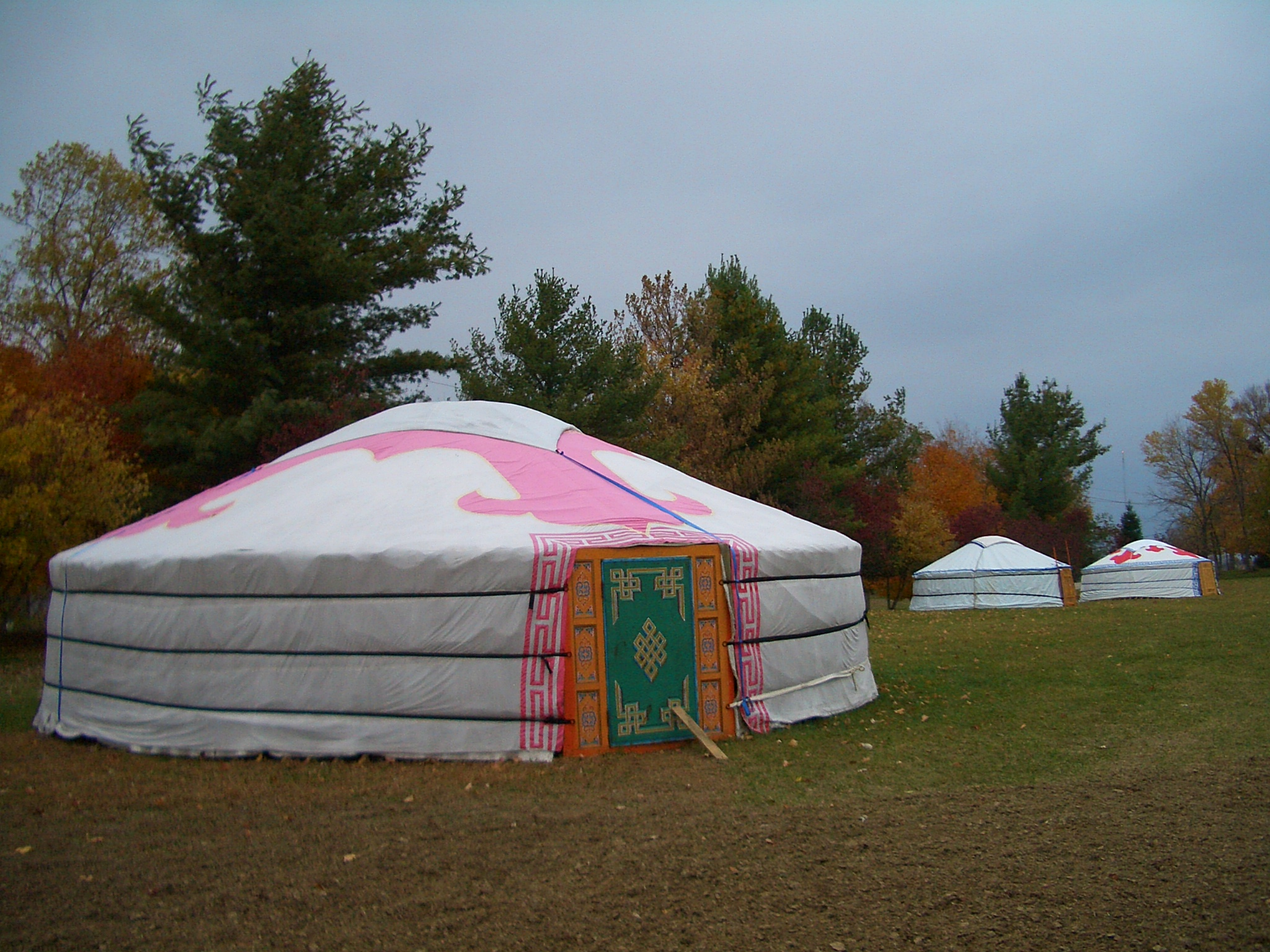
Монгольская юрта в Тибетско-монгольском центре в Индиане

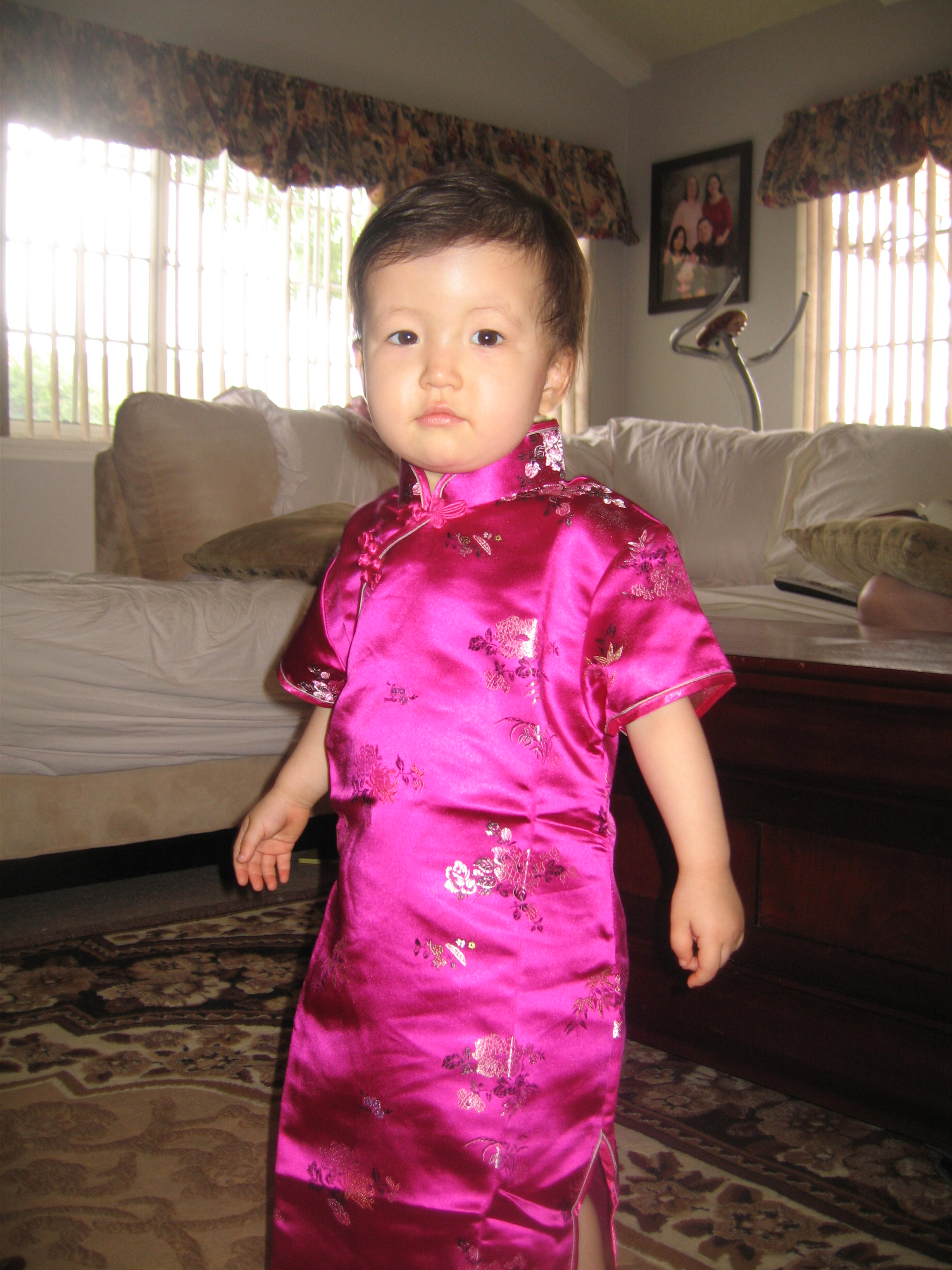
Монгольский ребёнок в Америке

Монгольские американцы (англ. Mongolian Americans) — иммигранты из Монголии, проживающие в США, а также их потомки. Термин «монгольские американцы» также используется для выделения иммигрантов, принадлежащих к монгольскому этносу, например: калмыки, буряты и люди из Внутренней Монголии. Первые иммигранты прибыли в США уже в 1949 году. Эта иммиграция была вызвана религиозными преследованиями в Монголии. Сейчас община Монгольских американцев состоит в основном из иммигрантов, прибывших в 1990 и 2000 годах, когда в Монголии были сняты ограничения на эмиграцию.

## Демография
60 % монголов, проживающих в США, въехали в страну по студенческим визам, 34 % — по туристической визе, и только 3 % по рабочим визам. 47 % живут с членами их семей. Но это лишь меньшая часть иммигрантов. Считается, что большинство иммигрантов из Монголии проживают в США нелегально. По оценкам Монгольского посольства, в США до 2007 года родилось всего 300 младенцев от родителей-монголов. Интерес к миграции в США у жителей Монголии по-прежнему высок из-за уровня безработицы, но низок уровень доходов. С 1991 по 2011 год 5034 человека, родившихся в Монголии, стали постоянными жителями США. Больше всего иммигрантов было в 2009 году — 831 человек.